# Amiga 2000
El Commodore Amiga 2000, més conegut com, l'A2000, va ser presentat per Commodore el març de 1987, en dates pròximes a la presentació del model de baixa gamma A500. Va ser introduït com una "gran caixa" expansible de l'Amiga 1000. Malgrat estar orientat al segment alt del mercat, tècnicament era molt similar a l'A500. De fet, fou redissenyat (A2000B) per compartir la majoria dels components electrònics amb l'A 500 per a reduir costos.
Les capacitats d'expansió incloïen dos compartiments d'unitats de 3,5" (un dels quals era utilitzat per la unitat de disquet inclosa) i un compartiment de 5,25" que podia ser emprada per una unitat de disquet de 5,25" (per a la compatibilitat amb IBM PC), un disc dur, o CD-ROM un cop fossin disponibles.
L'Amiga 2000 fou el primer model d'Amiga que permetia afegir targetes d'expansió internes. Hi havia disponibles SCSI host adapter, targetes de memòria, targetes de CPU, targetes de xarxa, targetes gràfiques, targetes de port sèrie, i targetes de compatibilitat amb PC, i es podien utilitzar múltiples ampliacions simultàniament sense requerir una caixa d'expansió com requeria l'Amiga 1000. L'Amiga 2000 no només incloïa cinc slots per a targetes Zorro II, la placa mare també tenia quatre slots d'ISA de PC, dos dels quals estaven en línia amb slots Zorro II per a l'ús amb el bridgeboard A2088, que afegia compatibilitat amb l'IBM PC XT a l'A2000.
És ressenyable que, igual que l'Amiga 1000 i a diferència de l'Amiga 500, l'A2000 venia en una carcassa de sobretaula amb un teclat separat. La carcassa era més semblant a la d'un PC que a la d'un A1000, ja que no tenia un espai inferior per a ocultar el teclat.
L'Amiga 2000 va ser l'ordinador Amiga més versàtil i expansible fins que l'Amiga 3000 fou introduït el 1990.